# Сёркин, Рудольф
Ру́дольф Сёркин, (Рудо́льф Се́ркин; англ. Rudolf Serkin; 28 марта 1903, Эгер, Австро-Венгрия (ныне Хеб, Чехия) — 8 мая 1991, Гилфорд, штат Вермонт) — американский пианист и педагог.
Его игру отличает цельность и верность классической традиции. Он широко известен как один из величайших интерпретаторов Бетховена XX века.

## Биография
Родился в Эгере, Богемия, Австро-Венгерская империя (ныне Хеб, Чехия), в еврейской семье. Сын кантора Мордко Сёркина (уроженца Дисны) и Августы Шаргель. В 9-летнем возрасте был отправлен учиться в Вену, где занимался у Йозефа Маркса (композиция) и Рихарда Роберта (фортепиано) и в 12 лет дебютировал с оркестром Венской филармонии. В 1918—1920 годах Сёркин учился композиции у Арнольда Шёнберга и активно участвовал в шёнберговском Обществе частных музыкальных представлений, организовывавшем концерты новейшей музыки.
С 1920 года Сёркин обосновался в Берлине, регулярно концертировал по Германии и другим европейским странам — как с сольными программами, так и в дуэте со скрипачом Адольфом Бушем и Квартетом Буша (в дальнейшем Сёркин женился на дочери Буша Ирен). После прихода к власти в Германии нацистов Сёркин и семья Бушей переехали в Швейцарию. На протяжении 1930-х гг. Сёркин и Буш всё активнее выступают в США — в частности, в 1936 году Сёркин дал первый концерт с Нью-Йоркским филармоническим оркестром под управлением Артуро Тосканини, а в 1937 году выступил с первым сольным концертом в Карнеги-холле. Эти выступления, с энтузиазмом встреченные критикой, позволили Сёркину обосноваться в США с началом Второй мировой войны.
В США Сёркин по-прежнему много выступал и записывался, отпраздновав, в частности, в марте 1972 года Первым концертом Иоганнеса Брамса своё 100-е выступление с Нью-Йоркским филармоническим оркестром.
Как педагог Сёркин вместе с Бушем основал в 1951 году летнюю школу музыки и музыкальный фестиваль в Марлборо, работа которых способствовала развитию и пропаганде камерного исполнительства в США. Многие годы Сёркин преподавал фортепиано в Кёртисовском институте музыки, а в 1968—1976 годах возглавлял его.
Веху в творчестве Сёркина составил записанный в Лондоне под управлением Клаудио Аббадо цикл фортепианных концертов Моцарта. Следует отметить также глубокую интерпретацию Рудольфом Сёркиным произведений Бетховена и Брамса и их могучее, классическое первозданное звучание в его исполнении.
Среди записей Сёркина наибольшее официальное признание получила осуществлённая вместе с Мстиславом Ростроповичем запись двух сонат Брамса для виолончели и фортепиано, удостоенная премии «Грэмми» (1984) как лучшая камерная запись года.
Сёркин был удостоен ряда профессиональных и государственных наград, в том числе Президентской медали Свободы — одной из высших почестей в США.
Среди семерых детей Рудольфа Сёркина — известный американский пианист Питер Сёркин.
Дружил с К. Поппером.

## Интересные факты
- На изданном в России 2-CD «Дирижирует Бруно Вальтер» бетховенский Концерт № 5, записанный в 1941 году с Нью-Йоркским филармоническим оркестром, играет на самом деле Рудольф Серкин, хотя ни в каких плейлистах этого не написано[12].